# Engelse veldiep
De Engelse veldiep (Ulmus procera) is een boom uit de iepenfamilie (Ulmaceae) die voornamelijk te vinden is in het Verenigd Koninkrijk. In de rest van Europa wordt de boom zo nu en dan aangeplant. Hij is zeer gevoelig voor de iepziekte.

## Kenmerken
De boom kan 35 meter hoog worden. Dikke, gedraaide takken groeien hoog aan de stam, de kroon is smal en koepelvormig. De schors is donkerbruin of grijs en diep gegroefd. De lange, slanke twijgen hebben een roodachtig bruine kleur en dichte beharing. De knoppen zijn puntig, eivormig en donkerbruin. 
De eironde of ronde bladeren tussen zijn 4,5 en 9 cm groot. Ze hebben dubbel getande randen en een scheve bladvoet. De bladsteel is donzig en circa 5 mm lang. Het blad is donkergroen en voorzien van ruwe haartjes aan de bovenzijde. In de herfst kleurt het geel of goudkleurig. Al voor de bladeren verschijnen de donkerrode bloemen met groepjes meeldraden. Het zaad zit in een vleugel, deze is eerst bleekgroen, later bruin.

## Gebruik
De Engelse veldiep levert roodachtig bruin hout dat sterk, stevig en zwaar is en niet snel splijt. Het wordt vooral gebruikt voor binnen- en buitenmeubels en voor doodskisten. Daarnaast is het geschikt voor bruggen, heipalen, boten, enzovoort. De bast bevat looistof.